# StarCraft (serie)
StarCraft es una serie de videojuegos de estrategia en tiempo real creada por los diseñadores Chris Metzen y Bill Roper y desarrollada por la empresa Blizzard Entertainment, misma que se encarga también de su distribución internacional. La serie se centra en la disputa galáctica por la dominación entre tres especies –la adaptable y móvil Terran, la insectoide Zerg, los enigmáticos Protoss y la raza creadora la cual no está disponible para el jugador. Solo es usada en referencias en la trama de la historia; que se presentan como los creadores de las dos últimas razas ellos son los míticos Xel'Naga– en una parte distante de la Vía Láctea denominada como el sector Koprulu durante el principio del siglo XXVI. La serie debutó con el juego StarCraft en 1998. Desde ahí la serie ha crecido para incluir numerosos otros juegos, así como también ocho novelas, dos artículos en Amazing Stories, un juego de mesa y otros productos licenciados como las figuras coleccionables.
Blizzard Entertainment empezó la planificación de StarCraft en 1995, con un equipo de desarrollo liderado por Metzen y Phinney. El juego debutó en la E3 de 1996, utilizando una versión modificada del motor gráfico de Warcraft II. StarCraft marca también la creación del departamento de películas de Blizzard ya que el juego introduce cinemáticas de alta calidad, para la época, que permiten conectar las diversas partes de la historia del juego. La mayor parte del equipo de desarrollo de StarCraft participó en la creación de la expansión oficial del juego, StarCraft: Brood War lanzado poco después del juego original en 1998. En el 2001, StarCraft: Ghost inició su desarrollo por parte de Nihilistic Software. A diferencia del primer título de la serie, Ghost iba a corresponder a un videojuego de acción en primera persona. Luego de tres años de desarrollo, el juego fue pospuesto en 2004. El desarrollo de StarCraft II: Wings of Liberty se inició el 2003, siendo anunciado en 2007 y lanzado al mercado el 2010. La serie StarCraft II continuó con StarCraft II: Heart of the Swarm en 2013 y StarCraft II: Legacy of the Void el 2015. En 2017 se lanza StarCraft I: Remastered. En enero 2022, Microsoft compra Activision Blizzard haciéndose propietario a su vez de la franquicia completa de Startcraft.

## Historia
La historia se centra en las actividades de tres especies en una parte lejana de la Vía Láctea conocida como el sector Koprulu. Milenios antes de cualquiera de los eventos descritos en los juegos, una especie superior conocida como los Xel'Naga crearon por ingeniería genética a los Protoss y más tarde a los Zerg en esfuerzos por crear seres puros. Estos experimentos genéticos y los propios Xel'Naga son casi destruidos por los Zerg. Décadas antes del comienzo de StarCraft en 2499, el gobierno dictatorial de la Tierra conocido como el Directorio de la Unión Terrestre (DUT), inicia un programa de colonización estelar como parte de la solución a los problemas de sobrepoblación que enfrenta la Tierra. Sin embargo, las computadoras de navegación de las naves fallan propulsando a los colonos - en su mayoría prisioneros exiliados - fuera del contacto con la Tierra, al borde del espacio dominado por los Protoss. Sin la influencia del DUT, los Terran aislados forman varias facciones para mantener sus intereses. El comportamiento y mentalidad Terran resulta intrigante para el pueblo Protoss, permaneciendo ocultos para examinar a los humanos y protegerlos de otras amenazas sin su conocimiento. Sin embargo, los Zerg se interesan en los Terran debido a su potencial psionico que permitiría una ventaja al buscar el enjambre Zerg asimilar a los Protoss para convertirse en la raza perfecta, forzando a los Protoss a descubrirse ante los Terran al atacar las colonias infectadas para evitar una expansión de la infección.
StarCraft comienza pocos días después del primero de estos ataques, donde el gobierno Terran conocido como la Confederación terrestre, se encuentra en un estado de pánico general debido a que se encuentra bajo ataque de los Zerg y los Protoss, así como por el aumento de la actividad de los rebeldes Hijos de Korhal, dirigidos por Arcturus Mengsk contra su dominio. La Confederación finalmente sucumbe a los rebeldes, al utilizar éstos la tecnología de la Confederación para atraer a los Zerg y que ataquen la capital de la misma Confederación, Tarsonis. Durante el asalto a la capital, Mengsk abandona a su segunda al mando, la teniente Sarah Kerrigan - que posee amplios poderes psionicos - a merced de los Zerg. Esta traición causó que el otro comandante de Mengsk, Jim Raynor desertara con una pequeña parte del ejército. Después de haberse retirado con Kerrigan a los grupos primarios de la colmena, los Zerg son atacados por fuerzas Protoss comandadas por Tassadar, junto con el templario oscuro Zeratul. Durante el asesinato de un cerebrado Zerg, Zeratul inadvertidamente permite a la Supermente conocer la ubicación del planeta natal Protoss, Aiur. La Supermente rápidamente lanza una invasión para asimilar a los Protoss y ganar la perfección genética. Mientras tanto, expulsado y perseguido por su propio pueblo como un hereje por rechazar el Khala y ponerse del lado de los templarios tétricos, Tassadar regresa con Zeratul a Aiur con la asistencia de Raynor y el templario Fénix. Con ayuda de ellos, Tassadar lanza un ataque final contra la Supermente y en última instancia se sacrifica a sí mismo para eliminar a la criatura.
En Brood War, el Protoss dirigido por Zeratul y Artanis están tratando de recuperarse de la muerte de la Supermente y comienzan a evacuar a su población sobreviviente al mundo de origen de los templarios oscuros bajo una frágil alianza entre las dos ramas desconfiadas de los Protoss. En la oscura nación templaria, luego de que Kerrigan pone de manifiesto que una nueva Supermente está en maduración y a fin de avanzar en su búsqueda y garantizar su poder sobre los Zerg, les engaña para que ataquen a los Zerg. Mientras tanto, la Tierra decide tomar acción en el sector, enviando una flota para capturar el dominio Terran y esclavizar al Overmind. El Directorio de la Unión Terrestre, DUT, (United Earth Direction, UED), tiene éxito al capturar la capital del Dominio y esclavizando el Overmind, pero debido a los esfuerzos de un doble agente que trabaja para Kerrigan, Samir Duran, es incapaz de captar a Mengsk. Kerrigan, aliándose con Mengsk, Fenix y Raynor, lanzan una campaña contra el UED, recuperando la capital del Dominio. Sin embargo, ella se vuelve en contra de sus aliados en venganza por abandonarla a los Zerg y, como resultado, Fenix es asesinado. Posteriormente chantajea a Zeratul para que asesine al nuevo Overmind, obteniendo pleno control sobre los Zerg. Después de derrotar un ataque de represalia por parte de los Protoss, el Dominio y la UED, que tiene como resultado la destrucción de la flota UED, Kerrigan, con el apoyo de sus crías Zerg, se convierte en el poder dominante en el sector.

## Universo principal

### Protagonistas
- Jim Raynor. Es un terran originario de la colonia de Mar Sara, fue comandante local de la Confederación en aquella colonia cuando los zerg realizaron sus primeras incursiones. En el juego enfrenta los agresores alienígenas y salva numerosas vidas humanas, sin embargo Raynor es detenido por las fuerzas de la Confederación bajo el pretexto de haber destruido propiedades pertenecientes a la Confederación en Estación Remota. No obstante, es liberado más tarde por los Hijos de Korhal, agrupación revolucionaria liderada por Arcturus Mengsk, Raynor eligió luchar a su lado. Posteriormente, Raynor ayuda a los Protoss en su lucha contra la supermente Zerg y evacuar el planeta Aiur.
- Arcturus Mengsk. Es el emperador del Dominio. En Wing of Liberty, libera a Tychus con la misión de exterminar a Sarah Kerrigan. En Heart of the Swarm, muere debido a los poderes de Sarah Kerrigan
- Tychus Findley. Es uno de los marines de los Rebeldes. Solo aparece en Wings of Liberty, ayudando a exterminar el Dominio. Muere disparado por Jim Raynor, cuando dijo"Acturus y yo hicimos un trato, yo libre, ella muerta".
- Matt Horner. Es el capitán del Hyperion.
- Valerian Mengsk. Hijo de Arcturus.
- Sarah Kerrigan. Es al comienzo de la historia es una fantasma de Los Hijos de Korhal, la cual lucha junto a Jim Raynor, con que tuvo una relación muy intima. Aun así fue traicionada por Arcturus Mensk dejándola sola en Tarsonis y lo que causó que fuese raptada por los zerg, infestándola, lo que le causó un gran odio - y ganas de matar - a Arcturus Mensk.

### Razas

#### Terran
Son humanos exiliados de la Tierra siglos atrás, que se establecieron en el sector Koprulu. Establecieron tres colonias para su sobrevivencia: la Confederación, la Asociación Kel-Morian y el Protectorado umojan. La Confederación fue derrocada por un grupo revolucionario y terrorista liderado por Arcturus Mengsk durante la invasión Zerg. Resurgiendo de las cenizas de la antigua Confederación nace el Dominio Terran con Arcturus Mengsk como Emperador/Dictador.
Sus ventajas son:
- La construcción de edificios en cualquier parte,  algunos edificios pueden volar.
- Pueden usar armas nucleares como último recurso.
- Debido a que los edificios y unidades son resistentes y poderosas, atacar una base terran sería una tarea difícil.
- Si sobra recursos, se pueden usar para reparar unidades mecánicas y edificios.

Sus debilidades son:
- El gran tamaño de los edificios hace que los espacios entre edificios sean estrechos, impidiendo el paso a unidades grandes.
- Mejoras caras, largo tiempo de construcción y solo un VCE debe construir un edificio a la vez.
- Si la barra de vida del edificio cae a rojo, se incendia y es destruida si no se repara a tiempo.

#### Protoss
Son seres muy desarrollados tecnológicamente que utilizan sus poderes psionicos como arma principal fueron creados por los Xel Naga mucho antes que los zerg y los terran. Su planeta madre fue Aiur que más tarde fue destruido por los zerg durante la guerra, después de esto los protoss migraron a Shakuras para comenzar a reconstruir su patria nuevamente.
Sus ventajas son:
- Las unidades y edificios son resistentes y fuertes y algunas unidades pueden usar sus propias habilidades.
- La mitad de la barra de vida de cada unidad o edificio protoss en realidad es la barra de escudo, que se recarga.
- Las sondas pueden activar la grieta-distorsión para construir edificios, permitiendo a las sondas atacar o recolectar recursos.

Sus desventajas son:
- El alto costo de los edificios y unidades comparado con las demás razas.
- A pesar de que los médicos pueden sanar unidades biológicas, no es posible reparar unidades mecánicas ni edificios.
- Los jugadores deben construir pilones para potenciar o construir edificios (salvo el nexo y las refinerías de las 3 razas). Si las destruyen, los edificios quedan desactivados.

#### Zerg
Son del tipo insectoide con una capacidad de adaptabilidad superior e incontables en número, asesinos por naturaleza. Durante los tiempos en que los Xel Naga buscaban crear a la raza perfecta crearon a la mente suprema, una criatura enorme y con una inteligencia superior, para dominación total de la raza Zerg, la cual mandaba a sus infestadores a los planetas más cercanos para absorber la esencia de otras razas y así perfeccionar al enjambre. Cuando la mente suprema descubrió a los Terran, supo que era el momento para actuar y robar su esencia, fue así cuando descubrió a una humana con grandes capacidades psionicas perfecta para sus propósitos, así fue una de las mayores creaciones de la mente suprema la reina de las espadas "Sarah Kerrigan".
Las ventajas son:
- Las unidades son rápidas y baratas.
- Algunas unidades terrestres se pueden enterrar.
- Todas las unidades y edificios se regeneran.

Sus desventajas son:
- Para construir edificios Zerg, los jugadores deben sacrificar un zángano.
- Los edificios (salvo el criadero y las refinerías de las 3 razas) deben construirse sobre biomateria (talo en la versión latina), que se esparce lentamente.
- Los jugadores deben crear edificios defensivos para proteger su enjambre.

#### Otras razas
- Híbridos (Starcraft 2): A pesar de que no son una raza jugable, desarrollan un papel importante en la historia, «acabar con todo el universo». Es el resultado de una fusión entre la razas Zerg y Protoss, creada por los Entes que sirven al Xel Naga Caido.

- Terran infestados: Solo aparece en niveles zerg. Su debilidad son los Hellions, unos coches con lanzallamas en el tejado. Muchas de sus bases son por ejemplo: bares infestados o invernaderos. Los jugadores pueden crearlos infectando un centro de mando enemigo.

## Planetas y colonias
| Colonia        | Descripción |
| -------------- | --- |
| Tarsonis       | Tarsonis es un planeta situado a 62,456.3 años luz de La Tierra, aproximadamente un viaje de 30 años a través del uso de un portal espacio-temporal según la potencia y capacidad de los motores que permiten crear la curvatura espacial. Es el mundo principal de la Confederación Terran, centro de su gobierno e industria, fuertemente defendido por naves de guerra y estaciones orbitales así como escuadrones, como el Escuadrón Omega, y armas como el Cañón de Iones, principal defensa base contra grandes flotas hostiles. Inicialmente fue una de las mayores y más florecientes colonias fundadas por los Exiliados Terran, y después de la formación de la Confederación uno de los planetas más poderosos del sector. |
| Moria          | Moria es una de las tres primeras colonias Terran junto a Umoja y Tarsonis, y una de las más importantes fuentes de recursos del sector Koprulu. |
| Umoja          | Umoja es la tercera colonia original de la civilización Terran. Se encuentra defendida por el Protectorado Neutral de Umoja. |
| Korhal IV      | Korhal IV es un planeta árido desprovisto casi en su totalidad de vida humana. Antiguamente fue una próspera colonia que formaba parte de la Confederación Terran, pero su líder Angus Mengsk era un férreo opositor a la Confederación, por lo cual decidieron asesinarlo junto a su familia. Pese a lo esperado, los sentimientos revolucionarios del pueblo de Korhal no se apaciguaron, y la Confederación decidió aplastar el descontento civil con un bombardeo nuclear masivo barriendo con casi la totalidad de la vida existente. Las pérdidas humanas se estimaron en más de 53 millones y Korhal IV quedó como un desierto humeante lleno de pozos de alquitrán. |
| Chau Sara      | Chau Sara era una colonia periférica, pero sin embargo importante para la Confederación Terran. Fue uno de los primeros planetas Terran invadidos por los Zerg. Poco se sabe sobre su estado actual, salvo que ha sido desprovisto de toda vida por parte de las fuerzas Protoss. El ataque fue tan poderoso que el planeta se desvió cuatro grados de su órbita y se dio comienzo a una edad de hielo como resultado de un invierno nuclear. Esto es considerado como un testimonio del poder armamentístico y tecnológico de la civilización Protoss. |
| Mar Sara       | Mar Sara era una colonia periférica Terran situada en el mismo sistema que Chau Sara, además de ser el hogar de Jim Raynor. Fue invadida por los Zerg tras la destrucción de Chau Sara y siguió un destino similar. |
| Antiga Prime   | Antiga Prime era una colonia Terran, el primer planeta o mundo en rebelarse contra la Confederación tras la destrucción de Korhal IV. La coalición activista de renegados conocida como Hijos de Korhal fue la responsable de instigar la rebelión. Durante la batalla de Antiga Prime, un psi-emisor fue plantado en la base de la Confederación por Sarah Kerrigan, atrayendo a los Zerg para destruir las fuerzas confederadas. Después de la batalla, los Zerg rompieron el bloqueo confederado alrededor de la órbita del planeta, dejando vía libre a los Hijos de Korhal para que puedan escapar. Para cuando los Zerg aniquilaron las fuerzas restantes de la confederación, la flota Protoss que permaneció por un breve tiempo en la órbita, al mando del templario Tassadar, incineró todo el planeta junto con los Zerg. Actualmente no existe vida en la colonia. |
| Dylar IV       | Dylar IV fue una importante colonia Terran, un mundo primario de la Confederación y base de operación del Escuadrón Omega. En algún momento la colonia fue destruida, se cree que invadida por los Zerg. Desde entonces el Dominio Terran la ha reconstruido y cuenta con estructuras de astilleros alrededor de su órbita planetaria. Actualmente es una zona de reparación y abastecimiento de combustible para los Cruceros de Batalla. |
| Brontes IV     | Brontes IV era una colonia Terran, uno de los mundos primarios de la Confederación Terran. Fue invadido rápidamente por los Zerg, desde entonces poco se sabe sobre su estado actual. |
| Tyrador IX     | Tyrador IX es una importante colonia Terran, un mundo primario de la Confederación que se rumorea que escapó de una infestación Zerg. |
| New Folsom     | New Folsom es un planeta volcánico inestable colonizada por la Confederación por tener los elementos necesarios para forjar neoacero. Cuando estos fueron descubiertos también en el más habitable sistema Sara, utilizaron las minas como prisión para criminales y disidentes políticos. |
| Deadman's Rock | Deadman's Rock es un planeta de la periferia que se encuentra lo suficientemente lejos para mantener su independencia. Su principal asentamiento es Deadman's Port, que goza de mala fama por su criminalidad y alberga a piratas, mercenarios y contrabandistas. |
| Shiloh         | Shiloh es un mundo periférico templado que inicialmente no interesó a los colonos por su falta de materiales metálicos, pero que fue colonizado por ricos terratenientes y agricultores qu buscaban huir de la ciudad. La mayoría de estos últimos tenían tierras pobres que hicieron que naciera una cultura rural única que promovía la fuerza, la tenacidad y la independencia. Es el planeta natal de Jim Raynor. |
| Agria          | La colonia deAgria fue fundada Agria en lo que entonces era un mundo periférico relativamente baldío por el conocido terraformador el Dr. Bernard Hanson. Él convirtió al planeta en un mundo idílico, una de las más importantes reservas botánicas del Dominio Terran. |
| Braxis         | Braxis es un pequeño planeta que antiguamente pertenecía a las fuerzas Protoss pero fue abandonado. |
| Vyctor 5       | Vyctor 5 es un planeta que se encuentra cercano a Umoja. Su capital es Lockston. |
| Dark Moon      | Dark Moon (o Luna Oscura) es el título para una luna probablemente innomada que se encuentra en los límites del Sector Koprulu. No se sabe qué planeta gira alrededor, si la luna tiene realmente un nombre, o dónde se localiza (aunque parece estar cerca de Shakuras). Es la base de Samir Duran y sus experimentos para lograr la raza híbrida. |
| Aiur           | Planeta natal de los Protoss y antigua residencia de El Cónclave, fue invadido e infestado por los Zerg. Los supervivientes Protoss Khalai lograron escapar al planeta Shakuras por medio de las últimas puertas dimensionales que quedaron activas, después de la destrucción de la primera Supermente Zerg. |
| Char           | Planeta volcánico colonia principal Zerg. Es un planeta donde habían estallado importantes batallas contra el Enjambre Zerg, tanto por parte de Los Protoss como la de los Terran. |
| Zerus          | Planeta natal de los Zerg. |
| Shakuras       | Planeta donde se asentaron los Templarios Oscuros y hoy mundo principal de los Protoss. |
| Tierra         | Planeta natal de los Terran. Se mencióna que la distancia entre la Tierra y el Sector Koprulu es de 80 años luz. |

## Videojuegos

### StarCraft
StarCraft es un juego de estrategia en tiempo real. Sus acontecimientos tienen lugar en un sector lejano de la galaxia Vía Láctea. Es el primer videojuego StarCraft y fue puesto a la venta para PC el 1 de abril de 1998. Una versión Mac OS del juego fue lanzada por Blizzard Entertainment en marzo de 1999. Un puerto incluyendo Nintendo 64 Starcraft, Brood War y una nueva misión secreta "Resurrección IV" fue lanzado en los Estados Unidos el 13 de junio de 2000. 
La historia del juego gira en torno a la aparición de dos razas extranjeras en el espacio terrestre, y la carrera de cada uno de los intentos de adaptarse y sobrevivir sobre los demás. El jugador asume tres funciones a través del curso de las tres campañas: confederado gobernador colonial que se convierte en un comandante revolucionario, un Zerg cerebrate avance de la especie "doctrina de la asimilación, y una flota Protoss ejecutor encargado de la defensa de los Protoss de los Zerg. StarCraft pronto ganó la aclamación crítica, ganador de numerosos premios, incluido el hecho de ser etiquetado como "el mejor en tiempo real juego de estrategia en toda la noche" y se clasificó el séptimo mejor juego de todos los tiempos por el IGN en 2003 y 2005.

### Insurrección
Insurrección es el primer add-on para StarCraft'. Si bien elaborado y publicado por Aztech New Media es autorizado por Blizzard Entertainment. Fue publicado el 31 de julio de 1998.
Su historia se centra en una colonia confederada en el transcurso de la primera campaña de StarCraft. Al igual que en StarCraft, el jugador toma el control de cada raza en tres campañas distintas. En la primera campaña, los terran intentan defenderse de la invasión Zerg del sector, así como de un aumento de la insurgencia, mientras que en la segunda campaña, el jugador toma el papel de los Protoss y dirige un equipo de trabajo enviado a detener la infestación Zerg a la colonia, por cualquier medio necesario. En la última campaña el jugador asume el papel de un cerebrado Zerg, pasando a aplastar toda oposición en la superficie. La expansión contiene nuevas campañas y mapas multijugador, que no incluye nuevos contenidos como la gráfica de las unidades de terreno y baldosas, Insurrección fue criticado por los encuestados para los que carecen de la calidad del juego original , y como resultado de su falta de éxito, no está ampliamente disponible. A pesar de que el add-on está autorizado por Blizzard Entertainment, ofrecen ningún comentario sobre el apoyo o la disponibilidad de la partida.

### Retribution
La retribución es el segundo de los dos autorizados add-on para StarCraft envases puestos en libertad. El complemento fue desarrollado por Stardock, publicado por WizardWorks Software y autorizadas por Blizzard Entertainment.Fue puesto en libertad por el PC a finales de 1998.
Retribución se fija en el segundo episodio de StarCraft, que giran en torno a la adquisición de un cristal de inmenso poder conectado a la Xel'Naga. Divide en tres campañas, el jugador asume el papel de una flota Protoss ejecutor, el comandante de un grupo de tareas de Dominio y un Zerg cerebrate, la tarea de recuperar todos los cristales de una colonia de Dominio y conseguir que fuera el planeta lo antes posible. Al igual que con su predecesor, insurrección, Retribution no incluye a las nuevas características de juego más allá de sus campañas para un solo jugador y multijugador consorcio de los niveles. El add-on no se recibió con el apoyo crítico, en lugar que se considera como media, pero, al menos, difícil.Al igual que con insurrección, Retribution no está ampliamente disponible. A pesar de que autoriza el add-on, Blizzard Entertainment ofrece ningún comentario en relación con el apoyo o la disponibilidad de Retribution.

### StarCraft: Brood War
StarCraft: Brood War es la expansión oficial de StarCraft, desarrollada por Blizzard Entertainment y Saffire. Fue publicado para PC y Mac en los Estados Unidos el 30 de noviembre de 1998. Esta expansión continúa directamente los acontecimientos de StarCraft. Más tarde fue compilado con StarCraft y portado a la Nintendo 64 como Starcraft 64. El puerto fue puesto en libertad el 13 de junio de 2000 en los EE.UU.
La expansión de la historia continúa sólo días en la raíz de la conclusión del juego original, a raíz de los movimientos de los Protoss para garantizar la supervivencia de sus especies, el ascenso al poder de los infestados Sarah Kerrigan largo de los Zerg y de la introducción de una nueva amenaza para la El sector de la galaxia con la intervención de la anteriormente testigo silencioso de la Tierra gobierno. Además, la expansión introduce un total de siete nuevas unidades con diferentes funciones y capacidades, la mejora del comportamiento de la inteligencia artificial, las nuevas baldosas de terreno gráfico y la mejora de las herramientas de scripting a la Campaña para facilitar el Editor de escenas de corte utilizando el motor del juego. La expansión recibido elogios críticos para la fijación de los diversos fallos de equilibrio con el juego original, desarrollo de la atención a la par con la de un juego completo y por seguir con la historia en gran medida impulsada por las campañas de un solo jugador.

### StarCraft: Ghost
StarCraft: Ghost es un juego de sigilo táctico para consolas desarrollado bajo la supervisión de Blizzard Entertainment. Anunciado en 2002, el juego fue retrasado constantemente debido a diversas cuestiones, sobre todo incluido un cambio de equipo de desarrollo de software a Nihilista Swingin 'Ape Studios en julio de 2004. Como las actualizaciones para el juego fueron menos frecuentes y los gráficos y la mecánica de juego más anticuados, comenzó a crecer la sospecha de que Blizzard podría cancelar el juego. El 24 de marzo de 2006, Blizzard aplazó indefinidamente el desarrollo del juego.
La historia del juego se basa en torno a Nova, un Soldado Fantasma (Ghost) a los servicios del Dominio, soldado del StarCraft original. Aunque el juego es muy parecido al Tomb Rider en su modo de juego esta bien ambientado al mundo del StarCraft, por ejemplo el Ghost tiene la habilidad de utilizar la Bomba Nuclear, hacerse invisible, usar el sniper y nuevas habilidades como matar en sigilo, que es atacar a un soldado terran por la espalda con unas dagas o espadas. Rob Pardo de Blizzard Entertainment ha indicado que desea que el juego sea completado en el futuro.

### StarCraft II: Wings of Liberty
StarCraft II: Wings of Liberty (en español Starcraft II: Alas de Libertad) es un juego de estrategia en tiempo real oficial de la secuela de StarCraft en desarrollo para PC y Mac OS X por Blizzard Entertainment. El juego fue anunciado en la Worldwide Invitational, el 19 de mayo de 2007 con un tráiler de escenas cinematográficas y una demostración de juego de los Protoss. En el evento BlizzCon de agosto de 2007, se muestra la decisión de un nuevo modo de juego con respecto a la campaña de los Terrans y las nuevas características de las campañas para un solo jugador. Incorpora un nuevo motor gráfico 3D y añade nuevas características como el motor de física Havok. StarCraft II también puede incorporar efectos DirectX 10. La historia del juego sigue cuatro años después de la conclusión de Brood War. Se inició su desarrollo en verano de 2003, tras el lanzamiento de Warcraft III: The Frozen Throne. El lanzamiento real de la versión completa del juego fue el 27 de julio de 2010
La historia es la continuación tras 4 años de los eventos ocurridos en StarCraft: Brood War, (la historia sería simultánea al cancelado StarCraft: Ghost). La nueva raza híbrida entre Protoss y Zerg está presente en forma de unidades que deberán se combatidas en ciertas misiones de la campaña, aunque no podrá ser usada durante las partidas normales, así como multitud de otras unidades de cada raza que sólo veremos durante dicha campaña. Los Xel'Naga, la raza creadora de Protoss y Zerg, serán parte fundamental del nuevo guion de campaña individual en la que se planea innovar más que otras veces.

### StarCraft II: Heart of the Swarm
StarCraft II: Heart of the Swarm (en español Starcraft II: Corazón del Enjambre) es la primera expansión de StarCraft II que fue lanzada el 12 de marzo de 2013. Añade nuevas unidades, misiones y cambios en el modo multijugador respecto a Wings of Liberty, así como la continuación de la campaña centrándose en la raza Zerg.

### StarCraft II: Legacy of the Void
StarCraft II: Legacy of the Void (en español Starcraft II: Legado del vacío  ) es la segunda expansión de StarCraft II y fue lanzada el 10 de noviembre de 2015. Añade nuevas unidades y cambios en el modo multijugador respecto a Heart of the Swarm, así como una campaña de continuación que se centrará en la raza de los Protoss, con Artanis como personaje principal.

### StarCraft: Remastered
StarCraft: Remastered es una versión modernizada de la experiencia original del Starcraft Original y de su expansión StarCraft: Brood War con gráficos remasterizados, una revisión de los diálogos y la música, con un multijugador actualizado, disponible en 13 idiomas y con la campaña intacta. Está disponible desde el 14 de agosto de 2017.

## Libros
(Títulos en inglés)
- StarCraft: Uprising (2000) ISBN 0-7434-1898-0 (eBook only)
- StarCraft: Liberty's Crusade (2001) ISBN 0-671-04148-7
- StarCraft: Shadow of the Xel'Naga (2001) ISBN 0-671-04149-5
- StarCraft: Speed of Darkness (2002) ISBN 0-671-04150-9
- StarCraft: Queen of Blades (2006) ISBN 0-7434-7133-4
- StarCraft Ghost: Nova (2006) ISBN 0-7434-7134-2
- StarCraft: the Dark Templar Saga #1: Firstborn (2007) ISBN 0-7434-7125-3 disponible el 22 de mayo de 2007.
- StarCraft: the Dark Templar Saga #2: Shadow Hunters (2007) ISBN 0-7434-7126-1 disponible el 27 de noviembre de 2007.
- StarCraft: The Dark Templar Saga #3: Twilight (2009)
- Starcraft II - Heaven's Devils (2010)

## Marketing
Debido al gran éxito de StarCraft, ha salido al mercado multitud de mercancía, figuras de acción, cuadernos, camisetas y además una saga de cuatro libros de ciencia ficción basados en el universo StarCraft. Aunque, siempre desde el punto de vista de los fanes, ha quedado pendiente la venta de maquetas de las naves más famosas del videojuego. Un ejemplo de este marketing es que con motivo del anuncio de StarCraft II se puso a la venta una figura pintada a mano de un soldado Terran que mide casi medio metro de alto y casi 8 kilos de peso por el precio de 199 euros, cuatro meses antes de poder recibirla.[cita requerida]

## StarCraft como afición
Para muchas personas StarCraft se ha convertido en un estilo de vida debido al tiempo y esfuerzo que le dedican. En algunos países, como Corea del Sur, el juego goza de una popularidad tan grande que es considerado por sus jugadores como un tipo de deporte, en el que miles de individuos dedican su tiempo a competir por ser los mejores, mientras que muchos otros aficionados brindan apoyo a sus jugadores favoritos. En la televisión nacional de Corea del Sur se emiten repeticiones de partidas de StarCraft para toda la audiencia.[cita requerida]